# Santers
Santers er et canadisk hardrockband fra Toronto, der består af Rick Santers (forsanger, guitar, keyboard), Mark Santers (trommer) og Rick Lazaroff (bas).
I 1980 vandt bandet en radiokonkurrence lavet af "Toronto's Rock Staion Q107" 
Debutalbummet Shot In The Flames udkom i mere end 10 lande, og bandet turnerede i Canada og USA.
Til nummeret "Can't Shake You" udkom en video, der blev vist en del på MTV. 
I 1982 turnerede bandet som support for Ozzy Osbourne i USA under dennes Diary of A Madman-tour.

## Diskografi
| Album                 | Årstal |
| --------------------- | ------ |
| Shot Down In Flames   | 1981   |
| Mayday (EP)           | 1982   |
| Racing Time           | 1982   |
| Guitar Alley          | 1984   |
| Top Secrecy           | 1986   |
| Cold Fusion (Best Of) | 2000   |
| Santers IV( Box-sæt)  | ?      |

| Musik | Spire Denne musikartikel er en spire som bør udbygges. Du er velkommen til at hjælpe Wikipedia ved at udvide den. |